# Kourítes
Kourítes, en grec moderne : Κουρήτες, est un village et une ancienne municipalité du district régional de Réthymnon, en Crète, en Grèce. Depuis la réforme du gouvernement local de 2011, il fait partie du dème d'Amári, dont il est une unité municipale. Celle-ci a une superficie de 125 738 km2. Selon le recensement de 2011, la population de Kourítes compte 3 058 habitants. Le siège de l'unité municipale était à Phourphourás.

## Source de la traduction
- (el) Cet article est partiellement ou en totalité issu de l’article de Wikipédia en grec moderne intitulé « Δήμος Κουρητών » (voir la liste des auteurs).